# Cernoy-en-Berry
Cernoy-en-Berry é uma comuna francesa na região administrativa do Centro, no departamento Loiret. Estende-se por uma área de 29,23 km². Em 2010 a comuna tinha 460 habitantes (densidade: 15,7 hab./km²).